# Château de Couzan (Vebret)
Pour l’article homonyme, voir château de Couzan.
Le château de Couzan est un château situé en France sur la commune de Vebret, en région Auvergne-Rhône-Alpes.

## Historique
Le château est reconstruit en 1435, puis remanié aux XVIIIe et XIXe siècles. En 1896, la famille de Vaublanc le reconstruit en partie, en conservant la tour médiévale, selon les plans attribués à Edmé de Vaublanc.

### Protection
Le château est inscrit au titre des monuments historiques par arrêté du 25 novembre 1994.

## Description
Le château de Couzans mêle des éléments médiévaux et néogothiques. Il conserve une tour carrée du XVe siècle à laquelle s'ajoutent des bâtiments du XIXe siècle, dont un logis néogothique. L’ensemble est construit en trachyte et couvert de toits variés (pans, croupes, toits coniques). L’intérieur présente un décor du XIXe siècle avec boiseries, escalier monumental et ferronneries. Plusieurs dépendances subsistent sur le domaine (lavoir, orangerie, logis, bûcher, etc.).